# Odette Tuzet
Odette Marthe Louise Tuzet (* 5. Dezember 1903 in Le Blanc, Frankreich; † 20. September 1976 in Banyuls-sur-Mer, Frankreich) war eine französische Zoologin und Hochschullehrerin. Sie war die erste Professorin an der Universität Montpellier.

## Leben und Werk
Tuzet studierte an der Fakultät für Naturwissenschaften von Montpellier, wo sie eine Lizenz in Naturwissenschaften mit Zertifikaten in allgemeiner Mathematik, Zoologie, Botanik, Geologie und allgemeiner Biologie erwarb. Sie erhielt anschließend eine Stelle als Hilfsassistentin in Paris an der naturwissenschaftlichen Fakultät der Sorbonne. Nach ihrer Promotion 1930 forschte  sie auf einer Assistentenstelle und wurde 1934 Dozentin. Sie wurde 1938 mit 33 Jahren als erste Professorin aller Fakultäten an die Universität Montpellier berufen und 1947 als ordentliche Professorin vorgeschlagen. 
Sie gehörte 1962 zu den Gründungsmitgliedern der Französischen Gesellschaft für Parasitologie.
Tuzet forschte auf dem Gebiet der Spermatogenese und der Embryonalentwicklung der Mollusken und Schwämme und später im Bereich der Protistologie. Ihr zu Ehren wurden eine Reihe neu entdeckter Tiere benannt, wie die Echse Furcifer tuzetae. 
Tuzet ist die in der Zoologie übliche Abkürzung für Odette Tuzet und auch ihr botanisches Autorenkürzel lautet Tuzet.

## Ehrungen
- Chevalier de la Legion d Honneur

## Veröffentlichungen (Auswahl)
- mit Pierre-Paul Grassé, Raymond A. Poisson: Invertébrés. Paris, Masson, 1961.
- Mission scientifique au Tassili des Ajjer. 1949.
- Le parasitisme fongique chez quelques nematoceres vulnerants. 1964.
- Nyctotherus parasites de Ténébrionides du Congo belge.
- Localization du glycogène dans le manteau de quelques lamellibranches, 1959.
- Localization du glycogène dans le manteau de quelques lamellibranches, 1959.
- L'Origine et l'évolution des cellules en croix des éponges calcaires. 1938.
- Sur la spermatogenese de "Leander treillanus" Risso et de "Caridina Desmaresti" Mill. 1948.